# Horse Island (îles Summer)
Pour les articles homonymes, voir Horse Island.
Horse Island, en gaélique écossais Eilean nan Eich, est une île inhabitée du Royaume-Uni située en Écosse.